# Фрези, Сальваторе
Сальваторе Фрези (итал. Salvatore Fresi; родился 16 января 1973 года в городе Ла-Маддалена, Италия) — итальянский футболист, выступавший на позиции защитника. Известен по выступлениям за «Интернационале». Участник Олимпийских игр 1996 в Атланте.

## Клубная карьера
Фрези — воспитанник клубов «Фиорентина» и «Фоджа». В 1993 году он начал профессиональную карьеру в «Салернитане», которой помог выйти в Серию B. Через год команда вылетела обратно, а Сальваторе перешёл в миланский «Интер». 27 августа 1995 года в матче против «Виченцы» он дебютировал в Серии А. С «неррадзури» Фрези завоевал свой первый трофей — Кубок УЕФА. Он не всегда получал место в стартовом составе, поэтому дважды, для получения игровой практики был отправлен в аренду в «Наполи» и родную «Салернитану».
В 2001 году Фрези покинул Интер и перешёл в «Болонью». Сезон отыгранный за новый клуб стал лучшим в карьере Сальваторе. Летом 2002 года он принял приглашение «Ювентуса». Из-за высокой конкуренции в 2004 году Фрези на правах аренды перешёл в «Перуджу», которая по итогам сезона вылетела в Серию B. Несмотря на эти обстоятельства он стал чемпионом и завоевал Суперкубок Италии.
После ухода из старой сеньора в том же году Сальваторе без особого успеха выступал за «Катанию» и «Салернитану». В 2006 году он завершил карьеру в клубе одной из региональных лиг «Баттиапльесе».

## Международная карьера
В 1996 году Сальваторе в составе молодёжной национальной команды выиграл молодёжный чемпионат Европы в Испании. В том же году в составе олимпийской сборной Италии Фрези принял участие в Олимпийских играх в Атланте. На турнире он сыграл в матче против команд Мексики, Южной Кореи и Ганы.

## Достижения
Командные
 «Интер»
- Обладатель Кубка УЕФА — 1997/1998

 «Ювентус»
- Чемпионат Италии по футболу — 2002
- Обладатель Суперкубка Италии — 2002/2003

Международная
 Италия (до 21)
- Чемпионат Европы по футболу среди молодёжных команд — 1996